# Pedilia
Pedilia is een geslacht van kevers uit de familie bladkevers (Chrysomelidae).
De wetenschappelijke naam van het geslacht werd in 1865 gepubliceerd door Clark.

## Soorten
- Pedilia sirena Duckett, 2003